# Мешалкина
Мешалкина — деревня в Абатском районе Тюменской области России. Входит в состав Майского сельского поселения.

## География
Деревня находится в юго-восточной части Тюменской области, в лесостепной зоне, в пределах Ишимской равнины, на правом берегу реки Мысли (приток Ишима), на расстоянии примерно 30 километров (по прямой) к юго-западу от села Абатское, административного центра района. Абсолютная высота — 95 метров над уровнем моря.

### Часовой пояс
Мешалкина, как и вся Тюменская область, находится в часовой зоне МСК+2. Смещение применяемого времени относительно UTC составляет +5:00.

## История
В «Списке населенных мест Российской империи» 1871 года издания (по сведениям 1868—1869 годов) населённый пункт упомянут как казённая деревня Мешалкина Ишимского округа Тобольской губернии, при речке Мысли, расположенная в 46 верстах от окружного центра города Ишим. В деревне насчитывалось 58 дворов и проживало 333 человека (153 мужчины и 180 женщин).
В 1926 году в деревне имелось 78 хозяйств и проживало 417 человек (199 мужчин и 218 женщин). В административном отношении Мешалкина входила в состав Маслянского сельсовета Абатского района Ишимского округа Уральской области.

## Население
| 1989 | 2002 | 2010 |
| ---- | ---- | ---- |
| 97   | ↗129 | ↘72  |

Гендерный состав
По данным Всероссийской переписи населения 2010 года в гендерной структуре населения мужчины составляли 45,8 %, женщины — соответственно 54,2 %.
Национальный состав
Согласно результатам переписи 2002 года, в национальной структуре населения русские составляли 96 % из 129 чел.

## Улицы
Уличная сеть деревни состоит из одной улицы (ул. Зелёная).
В настоящее время в деревне живут, в основном, пенсионеры. Оставшаяся молодёжь также живёт, используя личное подсобное хозяйство, детей мало, они учатся в Старо-Маслянской средней школе. В деревне работают магазин и медпункт.